# DLL (bedrijf)
DLL, voorheen De Lage Landen, is een internationale aanbieder van financieringsoplossingen voor bedrijfsmiddelen en technologie. Het bedrijf werd in 1969 opgericht en het hoofdkantoor is gevestigd in Eindhoven. Het bedrijf biedt financieringsoplossingen voor de sectoren agri, food, gezondheidszorg, clean technology, bouw, transport, industrie, kantoorapparatuur en technologie in meer dan 30 landen. DLL is een volle dochteronderneming van de Rabobank Groep.

## Geschiedenis
Eind jaren 60 groeide bij Interpolis-verzekeringsagenten de behoefte om te kunnen voldoen aan de vraag naar consumentenfinanciering. Rabobank, toentertijd de Coöperatieve Centrale Boerenleenbank, signaleerde weliswaar de ontwikkeling van het fenomeen consumentenkrediet maar wilde het niet in haar dienstenpakket opnemen; eind jaren 60 was de heersende mening nog altijd dat er gespaard moest worden voor (grote) aankopen. Daarom richtten Rabobank en Interpolis in 1969 samen een kredietbedrijf op: De Lage Landen. In eerste instantie richtte De Lage Landen zich vooral op de financiering van landbouwwerktuigen en motorrijtuigen. In 1972 fuseerde de CCB met de Coöperatieve Centrale Raiffeisenbank tot de Rabobank. Door deze fusie kreeg De Lage Landen toegang tot veel meer tussenpersonen.
In 1975 begon De Lage Landen ook met het aanbieden van consumptief krediet en hypotheken. In 1980 werd het factoringbedrijf opgericht en in de loop van de jaren ’80 werd ook de operationele lease ontwikkeld. 1987 was het jaar waarin er voor het eerst stappen werden gezet in het buitenland met als eerste land België en kort daarna ook Luxemburg. In de jaren daarna volgde ook vestigingen in andere landen in Europa en in 1998 werden de eerste vestigingen buiten Europa, namelijk in Brazilië en de Verenigde Staten, geopend.
In 2007 ging De Lage Landen over op één globale structuur in plaats van het beheren van verschillende divisies. In 2006 werd ook Athlon Car Lease overgenomen. In 2007 werd door De Lage Landen Freo gelanceerd, een online merk voor consumenten, later gevolgd door het online merk Leaseloket (later: LEASIT), voor ondernemers. In 2014 werd De Lage Landen herdoopt in DLL.
In januari 2016 zette Rabobank DLL te koop net als andere onderdelen die niet meer tot de kernactiviteiten behoorden. In juni werd bekend dat Rabobank er niet in was geslaagd een koper te vinden voor heel DLL en aparte onderdelen zou gaan verkopen. In juli verkocht het leasedochter Athlon Car Lease voor 1,1 miljard euro aan Daimler Financial Services.